# Путятин, Михаил Сергеевич
Князь Михаи́л Серге́евич Путя́тин (2 января 1861, Вышний Волочёк — 24 мая 1938, Париж) — русский генерал-лейтенант из рода Путятиных. С 1 января 1911 года — начальник царскосельского Дворцового управления, владелец имения «Блавское» (ныне Тверская область; 58°05′00″ с. ш. 35°27′00″ в. д.).

## Биография
Окончил Морское училище, в 1881 году выпущен мичманом во 2-й флотский экипаж. Позднее окончил Минный офицерский класс и Императорскую Академию художеств.
С 1895 года — штабс-капитан лейб-гвардии Преображенского полка. На 1 января 1909 года — полковник Преображенского полка. Затем — штабной офицер для особых поручений при управлении гофмаршальской части Министерства императорского двора. С 1 января 1911 года начальник царскосельского Дворцового управления.
С 1909 года — член Комиссии Музея допетровского искусства и быта. С 1913 года — редактор «Летописного и лицевого изборника дома Романовых», с которым сотрудничал Николай Рерих. Жена Николая Рериха — Елена — писала: «Младшая линия Путятиных состояла из Михаила Сергеевича и Нила Сергеевича, женатых на сёстрах, на дочерях адмирала Платова. Михаил Сергеевич начал карьеру морским офицером, продолжил чиновником по особым поручениям при Государе и императорской семье, и затем был назначен начальником императорской резиденции, Царского Села. Михаил Сергеевич имел двух сыновей. Старший, Сергей, был женат на великой княжне Марии Павловне <младшей> после её развода со шведским принцем». Сохранилось два письма князя М. С. Путятина к князю П. А. Путятину — от 1892 и от 1907 гг.: РА ИИМК, ф. 15, № 74.
После революции в России — в эмиграции во Франции. Жил в Русском доме в Сент-Женевьев-де-Буа под Парижем, был одним из устроителей домовой церкви св. Николая Чудотворца при нём (1927). Скоропостижно скончался 24 мая 1938 года. Похоронен в Кламаре.

## Семья
Софья Сергеевна Палтова (1866—1940), дочь генерала С. И. Палтова. От неё дети: Сергей Михайлович (1893—1968), Александр Михайлович (1897—1954).
Мария Ивановна Ендогурова (1869—1964) — жена его брата, контр-адмирала Николая Сергеевича Путятина. Эта семья тоже оказалась в эмиграции.

## Военные чины
- В службу вступил (20.04.1877)[10]
- Мичман (30.08.1881)
- Лейтенант (01.01.1886)
- Штабс-капитан (06.12.1895)
- Капитан (21.04.1891)
- Подполковник (06.05.1900)
- Полковник (06.12.1904)
- Генерал-майор (10.04.1911)
- Генерал-лейтенант (05.06.1917).

## Награды
- Орден Святой Анны 2-й ст. (1901);
- Орден Святого Владимира 3-й ст. (1909);
- Орден Святого Станислава 1-й ст. (1913);
- Орден Святой Анны 1-й ст. (1915).